# Ukwa East
Ukwa East è una delle diciassette aree a governo locale (local government areas) in cui è suddiviso lo stato di Abia, nella Repubblica Federale della Nigeria. Si estende su una superficie di 280 km² e conta una popolazione di 58.865 abitanti.